# Krompašská vzpoura
Krompašská vzpoura je událost z 21. února 1921 s šesti oběťmi na životech, k níž došlo v železárnách a válcovnách krompašské Pohornádské akciové společnosti. Po vypjatém vyjednávání ohledně potravinových přídělů došlo k útoku dělníků na administrativní budovu a následně ke střelbě do shromážděného davu. Vzpoura měla dohru jak v podobě stávkového hnutí v okolních lokalitách, tak i ve zřízení parlamentní vyšetřovací komise a soudních procesech. Majitelé společnosti se rozhodli ukončit provoz podniku a jeho zařízení bylo demontováno, čímž přišlo o práci téměř 2200 lidí.